# De Kruiskamp ('s-Hertogenbosch)
De Kruiskamp is een wijk van 125 ha in 's-Hertogenbosch, in de Nederlandse provincie Noord-Brabant. De wijk had in 2023 8.395 inwoners, is eind jaren 60 gebouwd en behoort tot het stadsdeel West. Het eerste huis werd opgeleverd in 1966.

## Etymologie
Kamp betekent: een perceel door hagen of sloten begrensd. De naam heeft dus een geografische betekenis.

## Geschiedenis
Nadat onder andere De Muntel en De Vliert waren gebouwd, verschoof de stadsuitbreiding van 's-Hertogenbosch naar het gedeelte van de stad ten westen van de spoorlijn Utrecht - Boxtel. Hier zijn eerst de woonwijken Boschveld en Schutskamp gerealiseerd (aanvankelijk West I en West II genoemd). Als sluitstuk is de wijk de Kruiskamp gebouwd.

## Demografie
43 procent van de inwoners heeft ten minste één ouder of grootouder die in het buitenland is geboren, waarbij het in 32 procent gaat om een "niet-westers land".

## Winkelen
In de Kruiskamp staat het winkelcentrum de Helftheuvel Passage. Deze naam is afkomstig van een perceel ten westen van de stad, Bult de Hoge Helft.

## Vervoer
Buslijnen 4, 5 en 250 verbinden De Kruiskamp met het centrum. De Randweg 's-Hertogenbosch - Vught verbindt de A59 bij Vlijmen met de A2 bij Vught.